# Carlo Costly
Carlo Yaír Costly Molina (født 18. juli 1982) er en fodboldspiller fra Honduras, der spiller for Olimpia i Liga Nacional de Honduras. Han er også med på Honduras' fodboldlandshold. 